# اوتورینو سارتور
اوتورینو سارتور (اسپانیایی: Ottorino Sartor‎; ۱۸ سپتامبر ۱۹۴۵ – ۲ ژوئن ۲۰۲۱) بازیکن فوتبال اهل پرو بود.
از باشگاه‌هایی که در آن بازی کرده‌است می‌توان به باشگاه فوتبال اونیورسیتاریو ده دپورتس اشاره کرد.
وی همچنین در تیم ملی فوتبال پرو بازی کرده‌است.